# Пает, Юлиан
Юлиа́н Пает (нем. Julian Paeth) — немецкий актёр.
Участвовал в съёмках уже с пяти лет. С 1999 по 2004 снимался в телесериале «Детективы из табакерки» в роли Филиппа «Фите» Овербек.
Его младший брат Янник также актёр.

## Фильмография
| Год             |   | Русское название                   | Оригинальное название               | Роль                  |
| --------------- | - | ---------------------------------- | ----------------------------------- | --------------------- |
| 1997            | с | Огненный ангел                     | Die Feuerengel                      | Неизвестно            |
| 1998            | с | Альфакоманда — спасатели в OP      | Alphateam – Die Lebensretter im OP  | Флориан Бротессер     |
| 1998            | с | Против ветра                       | Gegen den Wind                      | Том                   |
| 1999—2004, 2011 | с | Детективы из табакерки             | Die Pfefferkörner                   | Филипп «Фите» Овербек |
| 2000—2003       | с | Самые умные                        | Die Cleveren                        | Филип Борн            |
| 2003            | с | Броти и Пацек — всегда что-то есть | Broti & Pacek – Irgendwas ist immer | Роберт Штернберг      |
| 2004            | с | Привет, Робби!                     | Hallo Robbie!                       | Ян                    |
| 2004—2013       | с | Сельский врач                      | Der Landarzt                        | Пер Мозер             |
| 2013            | с | SOKO Кёльн                         | SOKO Köln                           | Нико Лёшер            |
| 2014            | с | Хельдт                             | Heldt                               | Фредерик Шачтен       |